# Droga wojewódzka nr 493
Droga wojewódzka nr 493 (DW493) – droga wojewódzka, przebiegająca przez województwo opolskie. Droga ma długość 24 km, łączy Sieraków Śląski z Kolonią Ciarki. Do czasu otwarcia obwodnicy Olesna w ciągu drogi S11 odcinek ten stanowił część drogi krajowej nr 11. 

## Miejscowości leżące przy trasie DW493
- Sieraków Śląski (DK11, S11)
- Łomnica
- Sowczyce
- Grodzisko
- Olesno (DW487, DW494, DW901)
- Wojciechów
- Stare Olesno
- Kolonia Ciarki (DK11, S11)